# 切爾諾維采

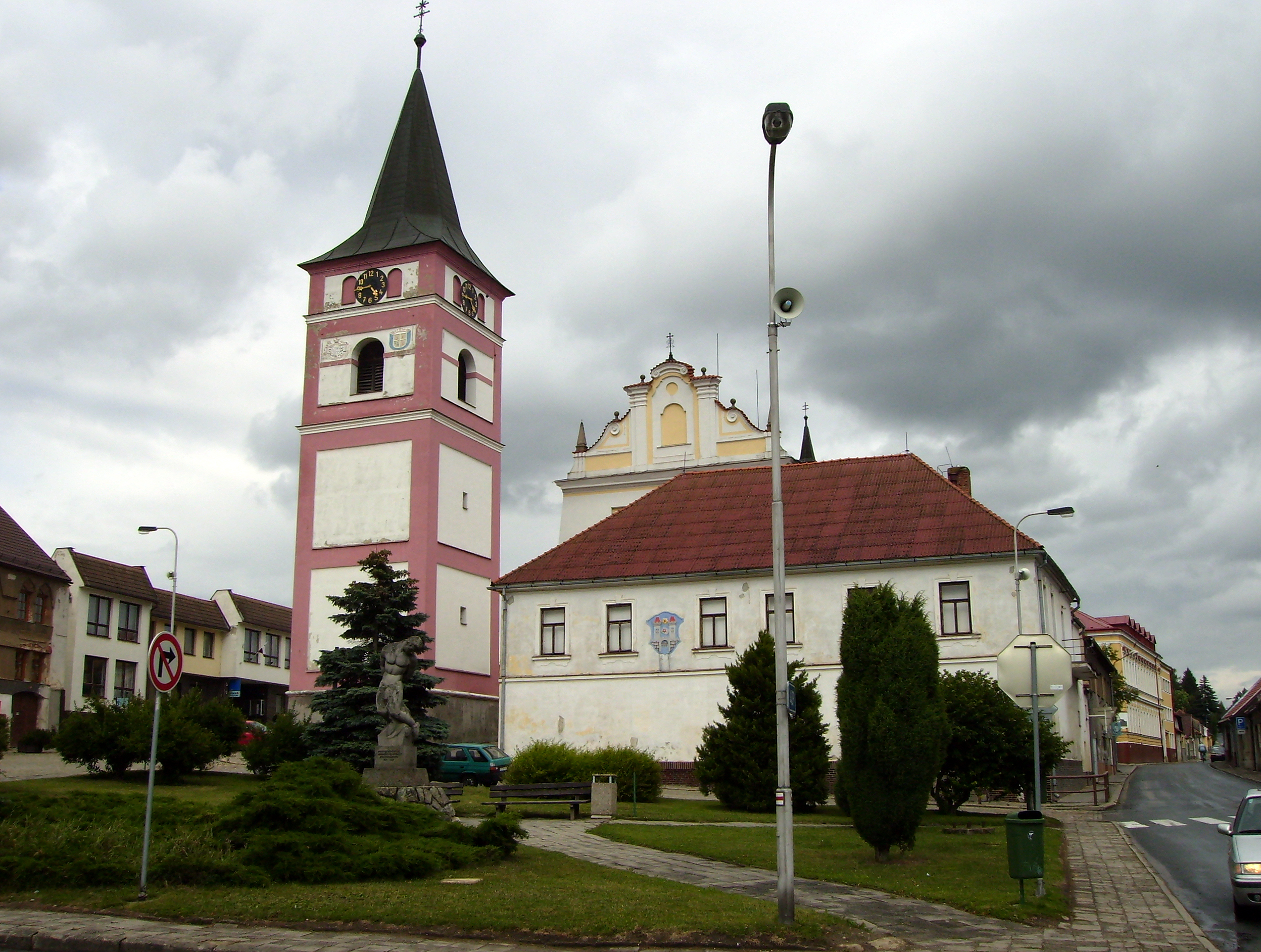

切爾諾維采是捷克的城鎮，位於該國南部，由維索基納州負責管轄，面積36.53平方公里，海拔高度594米，2014年人口達1,761，人口密度為每平方公里50人。

## 外部連結
- Municipal website